# Мобильная литература
Мобильная литература, литература сотовых телефонов — литературные произведения, изначально созданные на мобильных телефонах с использованием сервисов текстовых сообщений. Этот тип произведений изначально возник в Японии, где получил название «мобильный роман» (яп. 携帯小説 кэйтайсё:сэцу) и быстро стал популярным литературным жанром как в Японии, так и в других странах, особенно в Китае, США, Германии и Южной Африке. «Мобильные романы» состоят из «глав» длиной 70—100 слов.
Первыми авторами и читателями мобильной литературы были молодые женщины, сочинявшие произведения на такие темы как романтические отношения, любовь, сексуальное насилие, беременность и т. д. Вслед за этим тематика мобильной литературы стала расширяться. Перед выходом в печатной форме мобильные романы были доступны читателям по электронной почте, через SMS-сервисы, Интернет-рассылки и sharing-сервисы. Традиции японских интернет-пользователей предусматривают публикации мобильных романов под псевдонимами и сетевыми никами, поэтому подлинное авторство мобильных произведений раскрывается редко.
Японские мобильные романы скачиваются и устанавливаются на мобильные телефоны как Java-приложения. Эти произведения чаще всего появляются в трёх форматах: WMLD, Java и TXT. На сайте «Mahō no iLand» размещено более миллиона мобильных романов (в основном начинающих писателей), которые можно скачать бесплатно. «Mahō no iLand» предоставляет шаблоны для блогов и домашних страниц в интернете, посещаемость его составляет порядка 3,5 миллиарда раз в месяц. Начиная с 2007 года, 98 мобильных романов были опубликованы в виде книг. Один из самых популярных мобильных романов, «Небо любви», написанный автором под ником Mikа, был прочитан в онлайне более 12 миллионов раз и был не только опубликован, но и стал основой для кинофильма. В 2007 году пять из десяти самых продаваемых романов Японии были изначально мобильными романами.

## История
Первый мобильный роман, «опубликованный» в Японии в 2003 году, был написан уроженцем Токио под псевдонимом Ёси, который, предположительно, был в возрасте от 30 до 40 лет. Его мобильный роман назывался Глубокая  любовь и был посвящён истории девушки из Токио, вовлечённой в эндзё-косай и заразившейся СПИДом. Этот мобильный роман приобрёл такую популярность, что был издан в формате бумажной книги с 2,6 млн проданных копий в Японии, после чего на его основе был снят телесериал, манга и кинофильм.
Мобильные романы приобрели широкую известность на Тайване, в Китае и Южной Корее среди молодёжи. В Японии несколько сайтов предлагают авторам мобильных романов большие гонорары (до $ 100 000) и право на издание в «бумажном» формате.
Мобильные романы также стали популярными в Европе, Африке и Северной Америке. Популярность мобильных романов в Европе началась примерно в 2007 году, этому способствовали такие деятели как Оливер Бендел и Вольфганг Хольбайн, и такие издательства как Cosmoblonde и Blackbetty Mobilmedia. В Южной Африке среди подростков большой популярностью пользовался роман Kontax, написанный специально для мобильных телефонов. В Северной Америке наибольшую популярность приобрёл мобильный роман под названием «Вторичные мемуары» (англ. Secondhand Memories), который доступен на Textnovel — первом англоязычном сайте мобильных романов, созданном в США.

## Причины популярности
После Японии мобильные романы стали быстро распространяться в Восточной Азии, авторами мобильных романов зачастую являются студенты, которые понимают, что молодых читателей больше всего будут привлекать события или веяния моды подростковой культуры.
Мобильные романы с помощью текстовых сообщений создают виртуальный мир для подростков. Как и в онлайновых видеоиграх, читатель мобильного романа может воспринимать его от первого лица. Как отметил профессор Фордхемского университета Пол Левинсон в своей работе Мобильный телефон: «в настоящее время писатель может писать в любом месте столь же легко, как читатель может это прочитать».
Мобильная литература меняет привычки к чтению; читателю больше не нужно пойти в книжный магазин и купить книгу, он может выйти в Интернет через сотовый телефон, скачать роман, и читать его на своём мобильном телефоне в любом месте и в любое время. Мобильность и удобство экономит время читателя.

## Характеристики и литературный стиль
Из-за краткости мобильных романов, обусловленных техническими характеристиками мобильных телефонов, глава мобильного романа, как правило, состоит из 70—100 слов (в целом — менее 200). Мобильная литература породила новый подход к литературе, изменяя традиционные форматы книгоиздания. Несмотря на широкое распространение мобильного сленга, большинство из мобильных романов написаны не на этом сленге. Мобильные романы порождают новую эру искусства минимализма.
Зачастую мобильные произведения используют сокращения, разговорный, упрощённый и лапидарный стиль; кульминации и драматические диалоги нередко опускаются, предоставляя читателю простор для домыслов и интерпретаций. Развёртывание сюжетов нередко держит читателя в напряжении и стимулирует ожидание следующей части главы.
Природа мобильной литературы даёт возможность писателю и читателю прийти к «сотворчеству» в интерактивном режиме, вплоть до совместных действий в реальном времени.